# Vigdís
Vigdís (IPA: vɪɣtiˑs) ist ein weiblicher isländischer Vorname. In der Schreibweise Vigdis ist es ein norwegischer und in der Form Vígdis ein färöischer weiblicher Vorname.

## Herkunft und Bedeutung
Vigdís, Vigdis und Vígdis sind moderne Formen des altnordischen Namens Vígdís. Dieser setzt sich aus VIG mit der Bedeutung „Schlacht, Kampf“ und DIS mit der Bedeutung „weibliche Gottheit, Jungfrau, (weise) Frau, Seherin, Schwester“ zusammen.

## Verbreitung
In Island gehört der Name zu den 100 beliebtesten weiblichen Vornamen.

## Namensträgerinnen
Vigdís
- Vigdís Ásgeirsdóttir (* 1977), isländische Badmintonspielerin
- Vigdís Finnbogadóttir (* 1930), isländische Politikerin, von 1980 bis 1996 Präsidentin von Island
- Vigdís Grímsdóttir (* 1953), isländische Schriftstellerin
- Vigdís Hauksdóttir (* 1965), isländische Politikerin
- Vigdís Sigurðardóttir (* 1973), isländische Handballspielerin

Vigdis
- Vigdis Hårsaker (* 1981), norwegische Handballspielerin
- Vigdis Hjorth (* 1959), norwegische Schriftstellerin
- Vigdis Nipperdey (* 1944), deutsche Politikerin und Juristin
- Vigdis Moe Skarstein (* 1946), norwegische Bibliothekarin und Literaturkritikerin

Vígdis
- Vígdis Kristiansdóttir (* 1983), färöische Fußballspielerin (Torhüterin)